# Johannes Baptista Rietstap

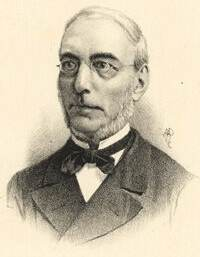
Johannes Baptista Rietstap

Johannes Baptista Rietstap (* 12. Mai 1828 in Rotterdam; † 24. Dezember 1891 in Den Haag) war ein niederländischer Stenotypist im Parlament, Heraldiker und Genealoge.

## Leben
Rietstap war der Sohn von William Henry Rietstap, einem Buchhalter und Versicherungsagenten, und dessen Ehefrau Elizabeth Hermina Remmert. Im November 1850 übernahm er eine Aufgabe in der Organisation der Stenographie. Im Jahr 1857 heiratete er Johanna Maria de Haas. Die Ehe blieb kinderlos. Sein erstes Wappenbuch, das etwa 50.000 Wappen enthielt, gab er bereits 1861 heraus. 1871/72 war für ihn die Zeit gekommen, eine eigene Zeitschrift als heraldisches Journal auszugeben, da er es als seine Aufgabe sah, die Heraldik und Genealogie für jedermann verständlich zu machen. Die Ausgabe des „Magazins für Heraldik, Genealogie, Siegel und Medaillen“ wurde 1882 wieder eingestellt. In den 1880er Jahren dokumentierte er den niederländischen Adel in Genealogie und Wappen, die in Buchausgaben mündeten. Die von ihm verfassten Wappenbücher umfassen 116.000 bis 120.000 Wappen. In den frühen 1870er Jahren arbeitete er auch als Übersetzer von Büchern, besonders Trivialliteratur. Hier kamen ihm seine Sprachkenntnisse in Englisch, Französisch, Deutsch, Latein und später Spanisch zugute. 1887 nahm er für dreieinhalb Jahre noch einmal eine Stelle als Stenotypist an und ging danach in den Ruhestand.

## Werke
- Armorial général, 2 Bände. G.B. van Goor Zonen, Gouda 1884 und 1887
  - Band 1: [A – K] 2. éd., refondue et augm. 1884 (Digitalisat)
  - Band 2: [L – Z] 2. éd., refondue et augm. 1884 (Digitalisat)
- Handboek der Wapenkunde. Leyden 1856
- Leerboek der Stenographie (Handbook of Stenographie). 1861 und 1869.
- Rietstaps Handboek der Heraldiek, C. Pama, Johannes Baptist Rietstap, Brill Archive, 1987, ISBN 90-04-08352-9 (Ausgabe 5)